# Доњи Ливоч
Доњи Ливоч (алб. Livoç i Poshtëm или Livoçi i Poshtëm) је насеље у општини Гњилане, Косово и Метохија, Република Србија.
У селу се налази православно гробље на ком су 1999. порушени сви надгробни споменици, а фебруара 2015. је из „ниских мотива“ оскрнављен и раскопан гроб Градимира Милосављевића сахрањеног 1998.

## Становништво
| Демографија | Демографија | Демографија |
| Година      | Становника  | Становника  |
| ----------- | ----------- | ----------- |